# Stavropígion
Stavropígion (Σταυροπήγιον, Stavropigio) är en ort i Grekland.   Den ligger i prefekturen Messenien och regionen Peloponnesos, i den södra delen av landet, 180 km sydväst om huvudstaden Aten. Stavropígion ligger 266 meter över havet och antalet invånare är 327.
Terrängen runt Stavropígion är kuperad åt sydväst, men åt nordost är den bergig. Havet är nära Stavropígion åt sydväst. Runt Stavropígion är det glesbefolkat, med 17 invånare per kvadratkilometer. Närmaste större samhälle är Kalamata, 13,5 km nordväst om Stavropígion. 